# Galilei (famiglia)

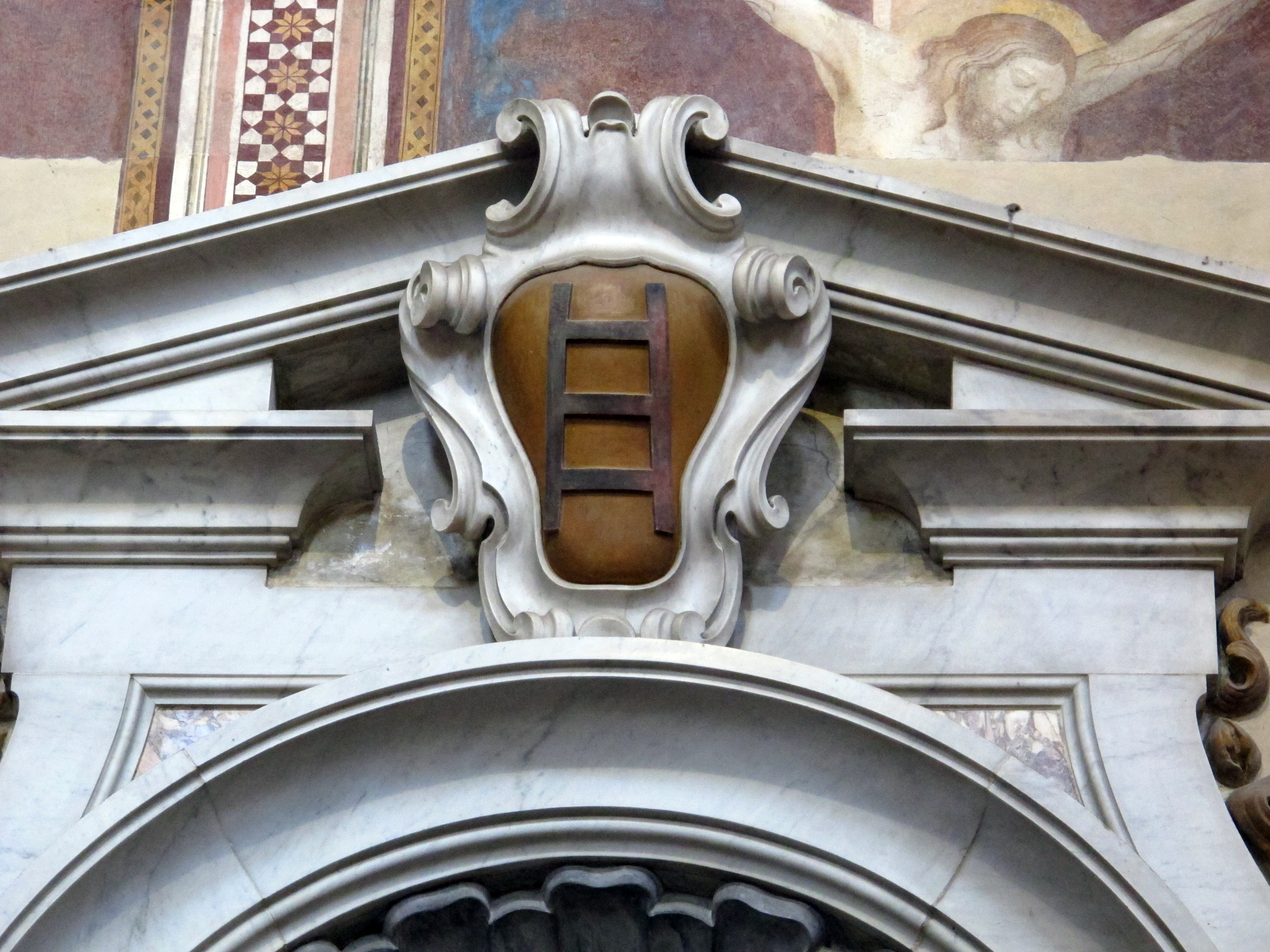
Stemma Galilei sulla tomba di Galileo in Santa Croce (Firenze)

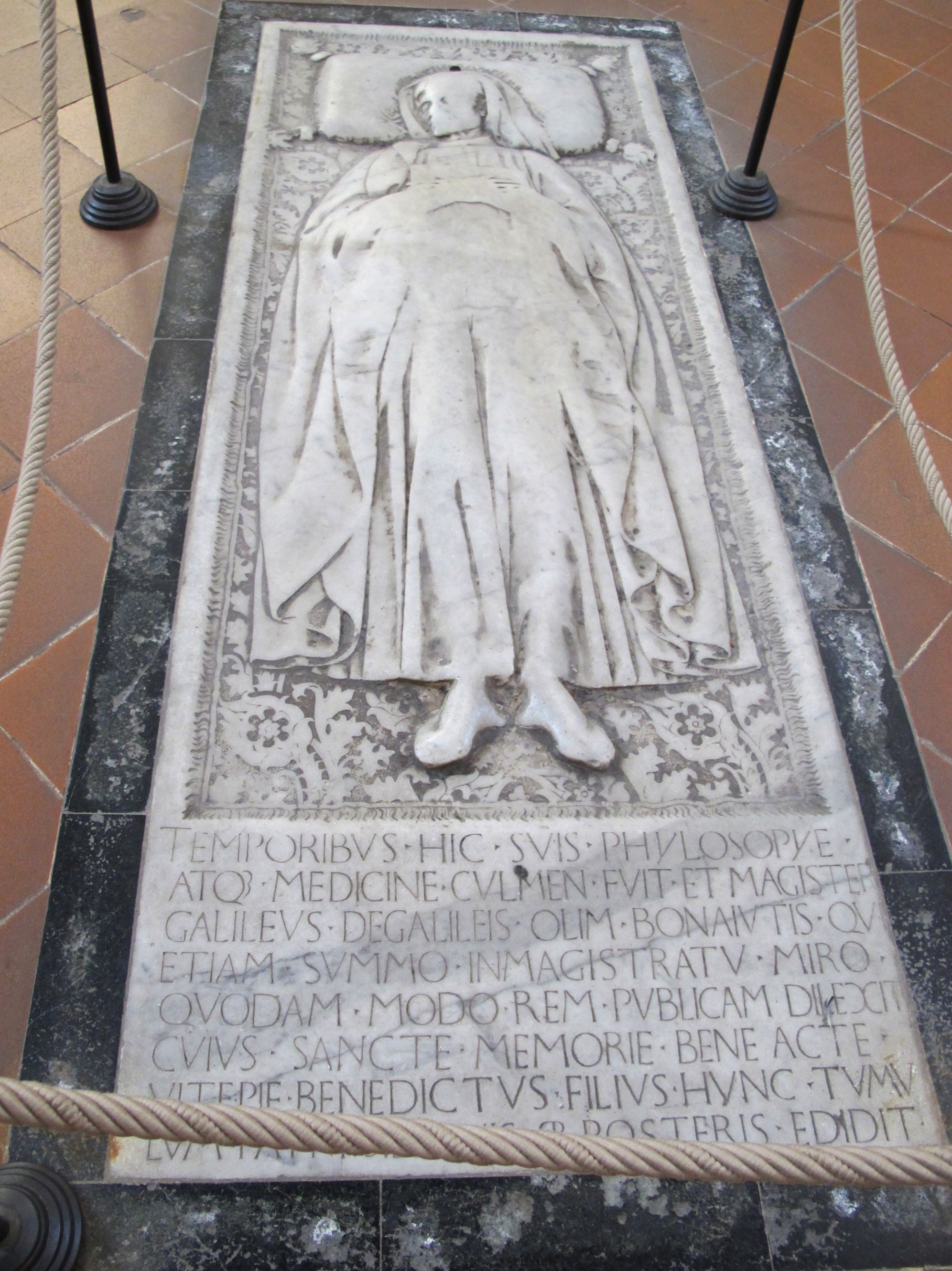
Lastra tombale di Galileo de Galileis olim Bonaiuti in Santa Croce (Firenze)

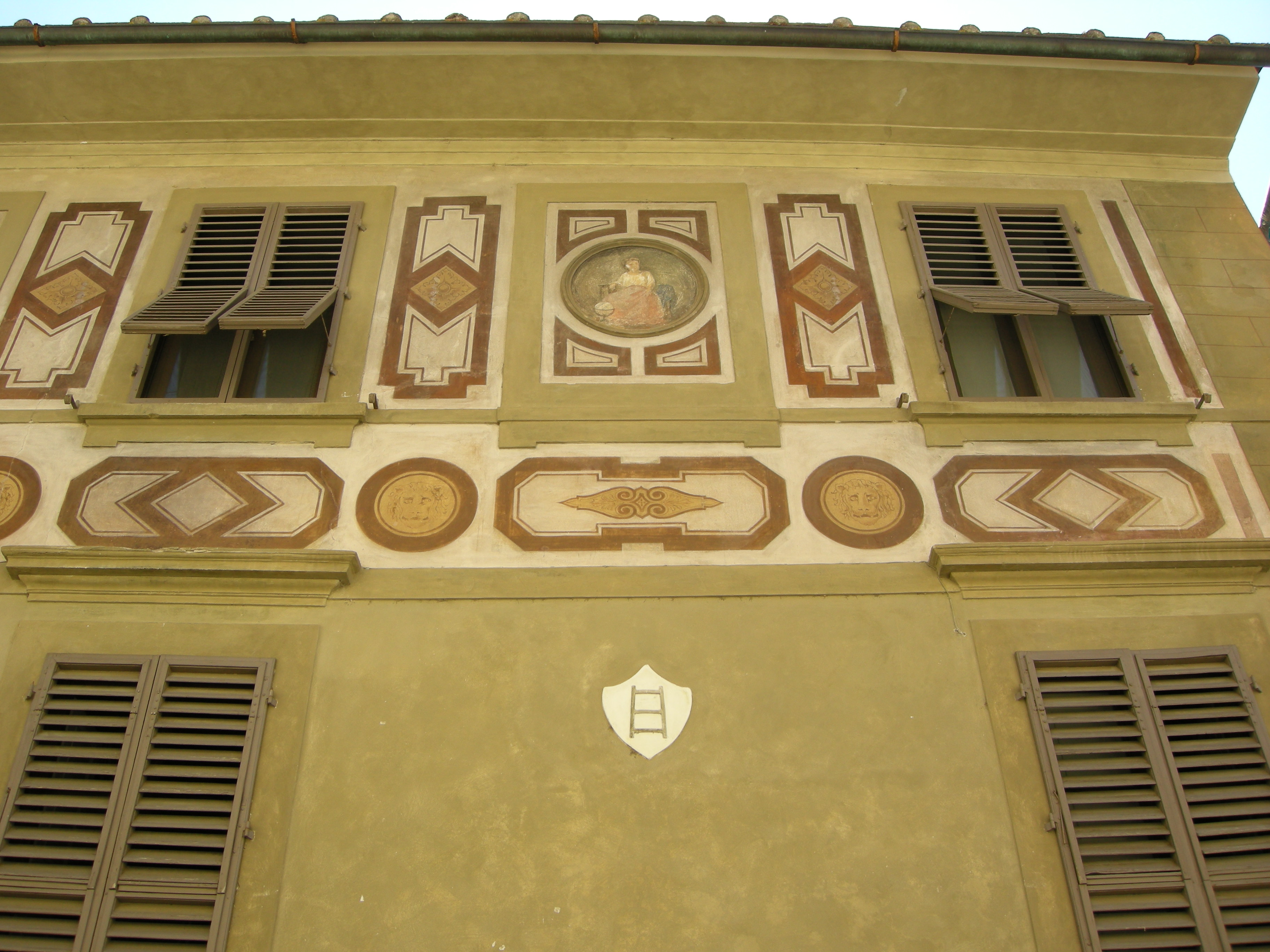
Graffiti e stemma Galilei sulla casa di Galileo Galilei a Firenze

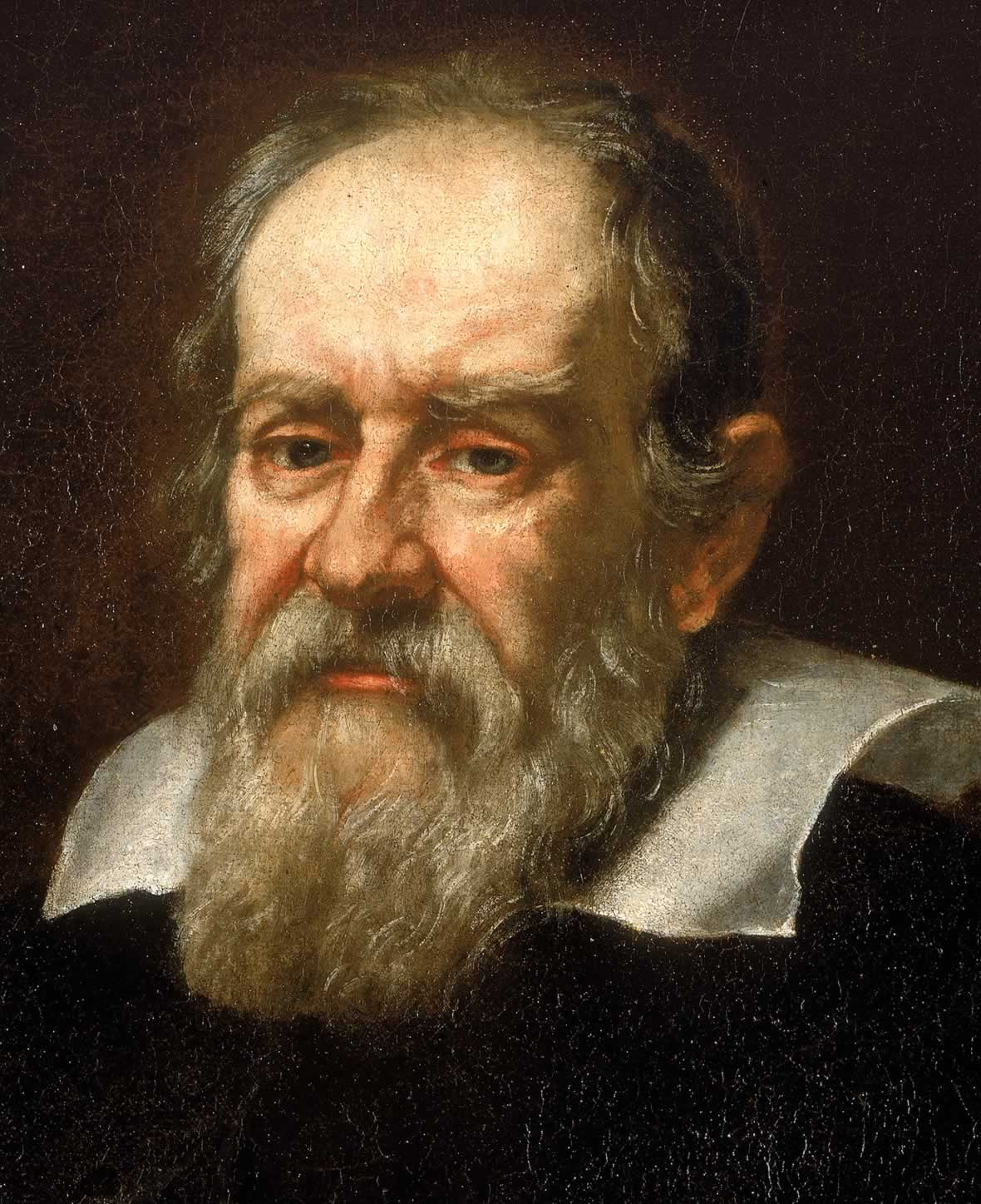
Galileo Galilei, ritratto di Justus Sustermans

I Galilei  furono una famiglia patrizia di Firenze, a cui appartenne Galileo Galilei.

## Storia familiare
Le prime notizie della famiglia risalgono a Tommaso di Bonaiuto che si inurbò in Firenze proveniente dal contado. La sua famiglia non era ricca ma benestante, specializzata, all'interno dell'Arte della Lana, nella vendita di stoffe al minuto e, in misura minore, all'ingrosso. Tommaso fu membro del consiglio dei Dodici Buonomini nel 1343, in seguito alla cacciata del Duca d'Atene.
Si ritrova negli archivi un altro membro della famiglia indicato come "magister Galilaeus de Galilaeis", medico illustre e Gonfaloniere di Giustizia. Questi era figlio di Giovanni di Tommaso e di Felice di Niccolò Vanni, nato a Firenze tra il 1369 e il 1370; suo nonno paterno era Tommaso di Giovanni, nominato nelle genealogie posteriori come il "Tomasus Bonaiuti"  di cui sopra. Il magister Galilaeus, nell'epitaffio apposto al suo sepocro nella chiesa di S. Croce, divenuto tomba di famiglia, viene indicato come "Galileus de Galileis olim Bonaiutis" (Galileo dei Galilei del fu Bonaiuto) e un'iscrizione apposta da uno dei suoi otto figli lo designa come «temporibus suis philosophiae atque medicinae culmen»
Il consolidamento del patronimico Bonaiuti in Galilei si spiega nel fatto che nel XIV secolo famiglie più o meno nobili di Firenze non avevano ancora reso definitivo il loro cognome gentilizio, ma esercitavano un consolidato potere come Galileo de Galilei che, mettendosi al servizio di Cosimo il Vecchio de' Medici, ricoprì cariche politiche e la cattedra di docente presso lo Studio fiorentino, attività queste che, unite alla sua lucrosa professione medica, gli permisero di costituirsi un'importante posizione economica.
Nel graduale entrare in crisi delle attività manifatturiere e bancarie, i Galilei si rivolsero soprattutto allo studio e a mestieri connessi a un'alta formazione, con l'attività del già citato Galileo come medico e quella di uno dei suoi almeno otto figli, Bernardo, che fu pratico di matematica e ragioneria, arrivando a ricoprire il ruolo di direttore del fisco durante l'istituzione del catasto nel 1427.

### Giovanni di Michele Galilei
Si trasferì da Firenze a Santa Maria a Monte, allora in territorio fiorentino, attorno al 1472 all'età di circa 30 anni, e dopo una iniziale serie di acquisti di terreni in zona, regolarmente registrati nel catasto di Firenze,  tra il 1478 ed il 1489 iniziò a svolgere attività di ambasciatore e mediatore tra il comune e varie magistrature fiorentine, acquisendo sempre maggiore rilevanza all'interno della piccola comunità santamariammontese ricevendo nel 1489 la gestione delle rendite dei beni boschivi e palustri della comunità in cambio di un affitto annuale. Pur risedendo nel pisano, non mutò mai la sua cittadinanza fiorentina, e fu sempre definito come "cittadino fiorentino" non potendo così partecipare alla vita politica locale mediante l'acquisizione di uffici nell'amministrazione del comune. 
Nel periodo turbinoso susseguente alla morte di Lorenzo il Magnifico ed alla calata in Italia del Re Carlo VIII di Francia, cominciò un periodo di guerre che coinvolsero appieno Firenze e Pisa ed i relativi castelli, tra i quali Santa Maria a Monte, che terminerà solamente nel 1509 con la sconfitta della città della Torre. In questo periodo si perdono le tracce di Michele, che tra l'altro nel 1491 risultava già debitore di somme nei confronti del Comune. Proprio nel 1509, a guerra da poco terminata, i consiglieri locali decidono di "poter pigliare in compera e in tutti quelli modi parrà loro detti beni di Giovanni Gallilei e quelli dare e concedere alli homini di Santa Maria in Monte" ovvero mettere in vendita i beni di Giovanni Galilei per trarne denari per la comunità. Michele Galilei muore a Santa Maria a Monte proprio tra il 1509-1510 e alcune delle sue proprietà vennero vendute alla comunità dal figlio, Michelangelo.

### Michelangelo di Giovanni Galilei
Il figlio di Giovanni, Michelangelo, nato a Santa Maria a Monte attorno al 1478 da una "donna da casa" (donna di servizio) del padre, una volta sistemate nel 1510 le pendenze economiche del padre oramai defunto, a differenza di lui deciderà di sistemarsi definitivamente nel piccolo castello: lo stesso anno sposerà la figlia di una delle famiglie eminenti del castello, i Di Bergo e nel 1514 chiederà espressamente di divenire cittadino del Comune di Santa Maria a Monte. Una volta divenuto cittadino a tutti gli effetti, Michelangelo iniziò a partecipare attivamente alla vita pubblica della propria comunità, poiché oramai era entrato a pieno titolo nel novero ristretto dei cittadini santamariammontesi che avevano le capacità per rappresentare e gestire la “cosa pubblica”; da qui innanzi egli svolgerà moltissime missioni come ambasciatore o portavoce della Comunità santamariammontese. La sua attività fu molto intensa e praticamente dal 1514 non passò anno senza che fosse presente una citazione di Michelangelo come consigliere, capitano ed ambasciatore, anche con incarichi prestigiosi, come nel 1537 quando fu inviato singolarmente e personalmente presso il Duca Cosimo de Medici, per perorare una causa a favore del Comune. Michelangelo muore tra il 1540 ed il 1541, lasciando la figlia Lucrezia, che si sposò con un membro della famiglia locale dei del Galea, mentre il figlio Vincenzo, il futuro padre di Galileo, aveva probabilmente già lasciato Santa Maria a Monte in età molto giovane (era nato attorno al 1520), per dedicarsi agli studi musicali.
Nel Cinquecento la famiglia doveva essere finanziariamente in difficoltà, se Vincenzo Galilei si dovette dedicare, oltre che alla musica (fu tra gli animatori della Camerata de' Bardi), anche al commercio.
Trasferitosi a Pisa per il suo lavoro, sposò Giulia Ammannati, dalla quale ebbe sette figli:
- Virginia, che sposò Benedetto Landucci (1591);
- Livia, che sposò Taddeo Galletti (1601);
- Anna;
- Lena;
- Michelangelo, maestro di musica, compositore e liutista, che sposò Anna Chiara Bandinelli;
- Benedetto;
- Galileo (1564), il celebre scienziato.

Galileo dalla sua relazione con Marina Gamba ebbe tre figli:
- Virginia (1600-1633), suora, che ebbe una tenera corrispondenza col padre dal 1623 sino alla morte;
- Livia, pure suora, suo malgrado;
- Vincenzio (1606-1649), scienziato, letterato e poeta, che aiutò il padre in varie esperienze; sposò Sestilia Bocchineri.

Vincenzio, infine, ebbe tre figli:
- Galileo;
- Carlo;
- Cosimo (1636-1672), padre superiore a Napoli della Congregazione della Missione.

## Stemma
D'oro, alla scala rossa di tre gradini.